# 科雄島

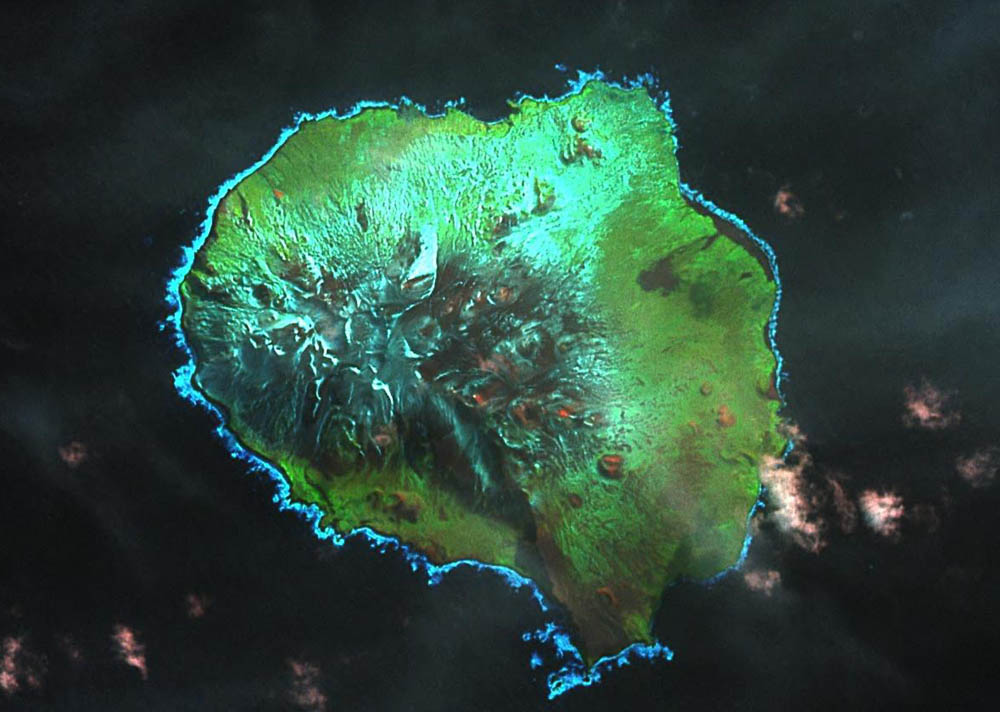

科雄島（法語：île aux Cochons，或称猪岛）是法屬南部領地的島嶼，位於企鵝島東北30公里的印度洋南部，屬於克羅澤群島的一部分，長10公里、寬9公里，面積67平方公里，最高點海拔高度770米，島上無人居住。
46°06′S 50°14′E / 46.100°S 50.233°E